# Neochauliodes rotundatus
Neochauliodes rotundatus là một loài côn trùng trong họ Corydalidae thuộc bộ Megaloptera. Loài này được Tjeder miêu tả năm 1936.